# سپونجانو
سپونجانو (به ایتالیایی: Spongano) یک کومونه در ایتالیا است که در استان لچه واقع شده‌است. سپونجانو ۱۲ کیلومتر مربع مساحت و ۳٬۸۱۶ نفر جمعیت دارد.

## خواهرخوانده
شهر Santa Vittoria in Matenano خواهرخواندهٔ سپونجانو هست.